# 名偵探柯南：黑鐵的魚影
《名偵探柯南：黑鐵的魚影》，於2023年4月14日上映的日本動畫電影，改編自日本漫畫家青山剛昌漫畫系列《名偵探柯南》的第26部劇場版，由立川讓執導，櫻井武晴編劇，該電影是名偵探柯南劇場版系列首部在日本突破100億日圓票房的劇場版，同時也是該系列歷史最高票房，直到被其續作《100萬美元的五稜星》超越。

## 劇情
位於法蘭克福的歐洲刑警組織聯網中心受黑暗組織成員「賓加」入侵，作為目擊者的探員妮娜·巴爾默逃亡途中受基爾尾隨，即將跳橋逃生之際仍被琴酒射殺滅口。在東京，柯南與少年偵探團一行人沒有在百貨公司抽中八丈島賞鯨的一等獎，但因灰原好心將一款時髦胸針的限量購買劵讓給一名老婦人，使柯南一行人集體受園子邀請來到八丈島上的鈴木財團旗下飯店參加賞鯨活動；亦是作為給灰原善行的獎勵。但柯南抵達後注意到白鳥警官與黑田兵衛管理官也在島上，經不起好奇而以“上錯船”為由，一同前去觀摩國際刑警組織在八丈島近海新完工的海洋設施「太平洋浮標」（Pacific Buoy）。
柯南、白鳥和黑田抵達浮標後會見擔任設施局長的牧野洋輔、負責管理項目的義日混血美籍工程師直美·阿爾真托、以及另外三名不同國的工程師格蕾絲、萊昂哈特與艾德。柯南瞭解到該處不僅能連接全世界的警用監控攝影機，甚至還能根據監控錄像進行世界範圍的面部識別，其中還包含由直美親自開發的「全年齡認證」（All-Age Recognition）系統，能以人臉識別以及AI技術來推算繪製出對象人物的各年齡階段之樣貌，再透過浮標的監控系統尋找並定位目標所在。但就在系統測試完畢後，波本（安室透）與苦艾酒奉命潛入設施趁機綁架直美，帶回組織的一艘潛艇上囚禁。伏特加與基爾檢查直美掛墜中隱藏的USB，找到一張全年齡認證系統的測試圖片，竟顯示灰原經過識別後證實是宮野志保。伏特加當機立斷匯報給琴酒，同時聽令將灰原擄至潛艇上，等琴酒隔天趕來潛艇親自確認是否屬實。
柯南返回島上酒店用餐時被灰原偷聽到種種情況，為了使灰原安心而再次借她掩飾身份的眼鏡，自己則保留備用眼鏡。半夜，伏特加與賓加聯手綁架酒店中的灰原，被吵醒的小蘭衝上去與賓加展開搏鬥，一度踢傷賓加的脖子。身在遠處狙擊的香堤正要向小蘭開槍，卻被發現異常的柯南及時干預才撤退。緊接著柯南與阿笠博士開車追擊，卻因為伏特加開車衝入大海且搭上潛艇而追丟。柯南想證實潛艇存在，請求調閱浮標設施的監控系統，然而無論是組織的車輛或是潛艇都沒出現在監控畫面上，眾人便質疑是設施中的某人透過軟體後門篡改過錄像。柯南同時將事情匯報給冲矢昴（赤井秀一），答應自己想辦法救出灰原的同時、讓FBI想好對付潛艇的對策。被囚禁在潛艇中的灰原醒來後與直美結伴，灰原聽直美的敘述而回憶起，自己兒時在美國上學時曾挺身而出保護過受欺凌的直美，卻也代替她成為霸凌受害者。這段經歷縱使直美開發出全年齡認證系統以實現無種族歧視的和平，並找出兒時的朋友來報答恩情。
萊昂哈特發現錄像遭人篡改，但很快遭到篡改者以毒殺的方式滅口，而篡改者靠假遺書來將安置後門的罪行嫁禍給萊昂哈特，將其死狀佈置成自殺謝罪的模樣。伏特加威脅直美協助組織改良她的認證系統、藉以幫組織清除所有犯罪痕跡，在她不肯服從後安排身在法蘭克福的直美之父、也是歐洲議會的馬里奧議員遭到科倫狙殺。直美因父親被害而陷入自責與絕望，但也促使有過喪父經歷的基爾決定暗中幫助灰原與直美逃生，她察覺到灰原事先放置的竊聽器後，透過伏特加套問出可利用魚雷發射管進行逃生的方法；亦是前一晚伏特加與賓加從水中進入潛艇的方法。而島上的柯南由安室透告知琴酒當天會登上潛艇，決定把握時機而搭乘觀光船前去營救。灰原和直美趕在琴酒抵達前順利逃出潛艇，柯南使用博士新完成的潛水設備及時接應她們，同時走前放置一部自動駕駛的水下滑翔機引開潛艇追蹤。
琴酒一方不但追錯目標，還被苦艾酒傳圖片通知說，全年齡認證系統又在世界各地識別出多名長相與雪莉相似的各年齡女性；證實系統其實存在缺陷。對此結果失望的蘭姆，向眾成員傳達“那位先生”的命令，考量到系統之“弊害”而下令將該系統伴隨整座設施一同擊沉至海中，以確保不會有人再使用。隨著獲救的灰原和直美一同送回設施靜養，柯南靠之前的種種線索而斷定賓加藏在設施中篡改錄像並殺死萊昂哈特，而看到直美喝咖啡時的習慣才恍然大悟，之後靠“沉睡小五郎”之推理方式，識破在眾人面前男扮女裝成法國人的格蕾絲就是賓加：靠綁架灰原時使用的乙醚迷昏萊昂哈特、搬到咖啡廳進行毒殺、再換上萊昂哈特的衣物加上全年齡認證的深偽技術修改臉龐來上演其自殺，然而他因為過於專注扮演女性，導致他演戲時暴露女性喝咖啡時“擦拭杯沿的口紅印”之習慣。
格蕾絲被黑田摘掉披巾暴露出男性特有的喉结、以及前一晚被小蘭以空手道踢傷的痕跡，在眾人面前揭下身為賓加的真面目，但在沒有暴露組織的情況下撒腿就跑。柯南判斷出他正確的逃跑方向獨自追上賓加，卻發現他同樣靠認證系統查出自己是工藤新一，而賓加甚至打算將柯南抓回組織找“那位先生”對峙，藉此將自己長期敵對的琴酒拉下台。柯南雖然成功擺脫，但賓加仍手持柯南真實身份證據潛水逃跑。這時，安室透向上司黑田通知組織的潛艇來襲，由於苦艾酒透過後門遠程關閉設施的防御機制，導致設施受魚雷擊中而開始下沉。當牧野局長下令全員棄基地逃生後，柯南得知秀一從駐日美軍手中要到對抗潛艇的火箭彈發射器，為了讓潛艇在海中現形，柯南親身冒險用潛水設備下潛至潛艇附近，發射一枚煙花足球照亮海底，讓秀一成功開炮擊中潛艇而使其停運。然而柯南在水流中丟失裝備而缺氧，直到灰原同樣用水下滑翔機前來營救，並用人工呼吸將柯南救醒，兩人為了防止患上減壓病而牽手慢速游上海面。另一邊的賓加剛要回潛艇卻發現內部已全員逃生，最後還因琴酒設置潛艇自爆而葬身大海。
正當灰原因為身份暴露而幾近放棄時，柯南露出自信笑容鼓舞她將她拉回岸上。當潛艇在水中引爆掀起巨浪時，柯南更是用一個海上浮標踢至海面、化解大浪危機，不久後搭乘觀光船的小蘭和博士前來搭救柯南和灰原。事後，遭襲擊的馬里奧議員甦醒，直美因此恢復自信而前往國際刑警組織即將在別國建設的全新設施。她認定灰原就是志保卻選擇隱瞞，在機場道別時默默感謝她的多次恩情。柯南同時由安室透告知賓加下落不明、以及苦艾酒曾奔往各國喬裝成灰原的樣子，藉以混淆組織的調查來幫她隱瞞身份。柯南暫時不擔心自己與灰原的身份會暴露，但也不清楚苦艾酒選擇幫助灰原的用意何在。正當他陪灰原和博士離開時，灰原於抽獎當天在百貨中見過的老婦人出現在上層，揭示老婦人從始至終都是苦艾酒假扮，藉此“報答”灰原當初將限量版胸針讓給她。

## 登場角色

### 原著角色
| 角色                   | 配音       | 配音     | 配音     | 配音     | 簡介 |
| 角色                   | 日本       | 臺灣     | 香港     | 中国大陆 | 簡介 |
| 主要人物               | 主要人物   | 主要人物 | 主要人物 | 主要人物 | 主要人物 |
| ---------------------- | ---------- | -------- | -------- | -------- | --- |
| 江戶川柯南             | 高山南     | 曾允凡   | 吳梅     | 李世荣   | 本作品主人公，原高中生名偵探工藤新一，被黑暗組織的成員琴酒灌下毒藥而縮小變成孩童的模樣，後化名為江戶川柯南，寄住在毛利家中並暗中調查黑暗組織並且找尋解藥。                                                                                             |
| 工藤新一               | 山口勝平   | 劉傑     | 張預東   | 张杰     | 本作品主人公，原高中生名偵探工藤新一，被黑暗組織的成員琴酒灌下毒藥而縮小變成孩童的模樣，後化名為江戶川柯南，寄住在毛利家中並暗中調查黑暗組織並且找尋解藥。                                                                                             |
| 灰原哀／宮野志保／雪莉 | 林原惠     | 魏晶琦   | 陳子瑩   | 閻萌萌   | 關鍵人物。本名宮野志保，原黑暗組織科學家「雪莉」。為了脫離組織決定吃下毒藥自盡卻讓自己縮小成孩童的模樣，逃離組織不久就寄住在阿笠家中並化名灰原哀。 |
| 毛利蘭                 | 山崎和佳奈 | 魏晶琦   | 李詩婷   | 季冠霖   | 工藤新一的青梅竹馬及女朋友，性格溫柔、善解人意，是文武雙全的女孩，尤其空手道方面表現最為突出，曾獲得全國高中空手道關東大賽的冠軍。 |
| 毛利小五郎             | 小山力也   | 曹冀魯   | 陳欣     | 张遥函   | 小蘭的父親，英理的丈夫，私家偵探，外號「沉睡小五郎」，原刑警，辭職後在家開設毛利偵探事務所。 |
| 阿笠博士               | 緒方賢一   | 吳文民   | 陳永信   | 郭政建   | 工藤家的鄰居兼好友，科學家兼發明家，會發明出一些道具讓柯南在案件中使用。收留逃離黑暗組織的灰原與她情同家人般的關係。 |
| 朋友相關人物           |            |          |          |          | |
| 吉田步美               | 岩居由希子 | 楊凱凱   | 李詩婷   | 山新     | 三人為帝丹小學一年級生，後來與柯南和灰原組成少年偵探團。 |
| 小嶋元太               | 高木涉     | 劉傑     | 黃尉斯   | 张磊     | 三人為帝丹小學一年級生，後來與柯南和灰原組成少年偵探團。 |
| 圓谷光彦               | 大谷育江   | 魏晶琦   | 麥曉盈   | 刘校妤   | 三人為帝丹小學一年級生，後來與柯南和灰原組成少年偵探團。 |
| 鈴木園子               | 松井菜櫻子 | 楊凱凱   | 羅愛朱   | 佟心竹   | 小蘭的好友兼同學，鈴木財團的二千金，時常邀請毛利家參加各式的宴會活動，與京極真（日本空手道黑帶冠軍）是戀人關係。 |
| 警察相關人物           |            |          |          |          | |
| 黑田兵衛               | 岸野幸正   | 曹冀魯   | 陳欣     | 刘琮     | 警視廳刑事部搜查一課的管理官（警視），前警察廳幹部，降谷零的直屬上司。 |
| 白鳥任三郎             | 井上和彥   | 劉傑     | 張預東   | 夏觅尘   | 警視廳刑事部搜查一課的警官（警部），出身於豪門，與小林澄子（帝丹小學班導師）是戀人關係。 |
| 目暮十三               | 茶風林     | 吳文民   | 羅偉傑   | 张闻天   | 警視廳刑事部搜查一課的警官（警部），曾是毛利小五郎的上司，經常在兇案現場要求部下調查相關證據。 |
| 佐藤美和子             | 湯屋敦子   | 魏晶琦   | 李詩婷   | 杨希     | 警視廳刑事部搜查一課的警官（警部補），擁有極多追求者，有著「警視廳之花」的稱呼，與高木涉是戀人關係。 |
| 風見裕也               | 飛田展男   | 吳文民   | 陳健豪   | 皇贞季   | 警視廳公安部所屬的公安（警部補），降谷零的直屬部下。 |
| FBI相關人物            |            |          |          |          | |
| 赤井秀一               | 池田秀一   | 劉傑     | 羅偉傑   | 尹立泽   | FBI的情報員，左撇子狙擊手，擁有卓越的狙擊技術還精通截拳道。曾化名諸星大，藉宮野姐妹臥底於黑暗組織，代號為「黑麥威士忌」。為了讓水無怜奈重新臥底於組織，假裝被其槍擊身亡，詐死成功後，使用偽裝的新身分沖矢昴，暗中繼續調查組織。                        |
| 沖矢昴                 | 置鮎龍太郎 | 吳文民   | 陳永信   | 薛成     | FBI的情報員，左撇子狙擊手，擁有卓越的狙擊技術還精通截拳道。曾化名諸星大，藉宮野姐妹臥底於黑暗組織，代號為「黑麥威士忌」。為了讓水無怜奈重新臥底於組織，假裝被其槍擊身亡，詐死成功後，使用偽裝的新身分沖矢昴，暗中繼續調查組織。                        |
| 詹姆斯·布萊克          | 土師孝也   | 曹冀魯   | 陳欣     | 林強     | FBI的情報員，赤井、朱蒂、安德烈的上司。出生於英國倫敦貝克街，在美國芝加哥長大，這次劇場版在德國行動。 |
| 朱蒂·史坦琳            | 一城美由希 | 曾允凡   | 羅愛朱   | 黎筱濛   | FBI的情報員，為調查殺害父親的黑暗組織而到帝丹高中教書，曾經是毛利蘭和鈴木園子的英文教師，並刻意裝作日語不流利。和赤井秀一是前戀人關係，這次劇場版在德國行動。                                                                                          |
| 安德烈·卡邁爾          | 乃村健次   | 吳文民   | 黃尉斯   | 陈喆     | FBI的情報員，面惡心善，個性冷靜、勇敢、耿直，開車技術優秀，這次劇場版在德國行動。 |
| NOC相關人物            |            |          |          |          | |
| 波本／安室透           | 古谷徹。   | 劉傑     | 張預東   | 藤新     | 警察廳警備局警備規劃課的公安警察，本名為降谷零，化名為安室透，臥底於黑暗組織，代號為「波本」，以安室透身份自稱私家偵探拜毛利小五郎為師，後來在白羅咖啡廳擔任服務生。                                                                                   |
| 基爾／水無怜奈         | 三石琴乃   | 楊凱凱   | 李詩婷   | 徐靜     | CIA的情報員，本名為本堂瑛海，化名為水無怜奈，臥底於黑暗組織，代號為「基爾」。以水無怜奈身份為日賣電視台女主播，有個名為瑛祐的高中生弟弟。 |
| 黑暗組織               |            |          |          |          | |
| 蘭姆                   | 千葉繁     | 劉傑     | 羅偉傑   | 陳思宇   | 黑暗組織的二號人物，「那位先生」的親信。以脇田兼則的偽身份，任職於伊呂波壽司店。 |
| 琴酒                   | 堀之紀     | 曹冀魯   | 陳欣     | 冯盛     | 黑暗組織的高級幹部兼頂尖殺手，能直接與「那位先生」聯繫。對叛徒雪莉有著謎一般的執著，本名為黑澤陣。 |
| 伏特加                 | 立木文彦   | 吳文民   | 陳永信   | 郝祥海   | 黑暗組織的幹部，琴酒的搭檔，完全服從琴酒且一起行動，並稱呼他「大哥」。在本作中與賓加綁走灰原（雪莉），本名為魚塚三郎。 |
| 苦艾酒                 | 小山茉美   | 楊凱凱   | 羅愛朱   | 张凯     | 黑暗組織的高級幹部，在組織中負責情報蒐集、暗殺的任務，精通易容術，被琴酒稱為「秘密主義者」。知道柯南和灰原的真實身份，但未將此事告訴組織，本名為莎朗·溫亞德或克莉絲·溫亞德。                                                                           |
| 香堤                   | 井上喜久子 | 楊凱凱   | 麥曉盈   | 乔菲菲   | 兩人皆為黑暗組織的幹部，組織內優秀的狙擊手，具有狙擊距離600碼的實力。 |
| 科倫                   | 木下浩之   | 劉傑     | 黃尉斯   | 郭盛     | 兩人皆為黑暗組織的幹部，組織內優秀的狙擊手，具有狙擊距離600碼的實力。 |
| 其他人物               |            |          |          |          | |
| 宮野明美               | 玉川紗己子 | 魏晶琦   | 羅愛朱   | 白雪岑   | 已故，灰原哀的姐姐，赤井秀一的表妹兼前女友，原黑暗組織的外圍成員之一，化名廣田雅美，為了可以讓自己與妹妹宮野志保脫離組織而接受組織的搶劫銀行十億日元的任務，但最後卻在結束任務不久就因莫須有的理由離開組織不成反遭琴酒殺害，讓灰原留下難以撫平的傷痛。 |
| 伊森·本堂              | 小山力也   | 吳文民   | 羅偉傑   | 杨默     | 已故，水無怜奈的父親，在臥底調查黑暗組織時為保護身分即將曝光的女兒怜奈而自殺並製造出被殺的假象。 |

### 本作角色
| 角色                   | 配音       | 配音     | 配音     | 配音     | 簡介 |
| 角色                   | 日本       | 臺灣     | 香港     | 中国大陆 | 簡介 |
| 黑暗組織               | 黑暗組織   | 黑暗組織 | 黑暗組織 | 黑暗組織 | 黑暗組織 |
| ---------------------- | ---------- | -------- | -------- | -------- | --- |
| 賓加                   | 村瀨步     | 李世揚   |          | 锦鲤     | 黑暗組織的幹部，男性（與其他男性成員一併使用蒸餾酒代號），在庫拉索死後繼任為蘭姆的親信。特徵為金色頭髮玉米辮，偽裝成法國籍工程師「格蕾絲」。為了更高的組織地位不擇手段，與愛爾蘭一樣對琴酒有強烈的競爭關係和憎恨之意。擁有優秀的格鬥技以及先進的AI工程技術，在本作中與伏特加綁走灰原（雪莉），同時還用全年齡辨識系統查出柯南就是工藤新一。 |
| 葛蕾絲                 | 村瀨步     | 李昀晴   |          | 锦鲤     | 黑暗組織的幹部，男性（與其他男性成員一併使用蒸餾酒代號），在庫拉索死後繼任為蘭姆的親信。特徵為金色頭髮玉米辮，偽裝成法國籍工程師「格蕾絲」。為了更高的組織地位不擇手段，與愛爾蘭一樣對琴酒有強烈的競爭關係和憎恨之意。擁有優秀的格鬥技以及先進的AI工程技術，在本作中與伏特加綁走灰原（雪莉），同時還用全年齡辨識系統查出柯南就是工藤新一。 |
| 海洋設施「太平洋浮標」 |            |          |          |          | |
| 直美·阿爾真特          | 種崎敦美   | 劉如蘋   |          | 叶知秋   | 19歲，日裔美籍工程師，「全年齡認證」系統的開發者，由於曾有遭受欺凌的經歷，因此想要實現跨越種族主義理念的和平。作為日義混血兒，其父歐洲議會議員馬里奧·阿爾真特是義大利人，而母親是日本人。自懂事時在美國波士頓長大，讀小學期間遭到欺凌時受宮野志保所救，卻在她受盡苦難時無法及時出手幫助而耿耿于怀。長大後為了向志保表達謝意，開發全年齡認證系統以跟她再次碰面，卻也因此遭到黑暗組織綁架囚禁，在父母性命受要挾的絕境下讓組織得到認證系統的控制權。後來所幸與一同被囚禁的灰原共同逃出組織魔掌且被柯南所救，最後跟灰原分別時似乎仍認定她的真實身分是志保。 |
| 牧野洋輔               | 澤村一樹   | 李世揚   |          | 孟宇     | 國際刑警組織海洋設施「太平洋浮標」局長，負責管理來自世界各國的工程師團體。 |
| 艾德                   | 神谷浩史   | 黃天佑   |          | 余昊威   | 印度籍工程師，「太平洋浮標」的主工程師之一。性格自律，作為工程師的技術相當嫻熟，曾在一家全球IT公司裡工作過。 |
| 雷恩哈特               | 諏訪部順一 | 陳彥鈞   |          | 凌振赫   | 德國籍工程師，「太平洋浮標」的主工程師之一。曾遊歷世界各地，有著種族主義的意見。在直美突然失蹤時而參與搜索，在調查過程中經柯南的說話發現監控錄像疑似遭改動，因此被臥底在設施內的賓加殺害。 |
| 八丈島                 |            |          |          |          | |
| 丑尾寬治               | 澤木郁也   | 黃天佑   |          | 赵铭洲   | 八丈島觀光船的船長，非常欣賞阿笠博士所發明的潛水設備，兩人因此一拍即合。 |
| 歐洲刑警組織           |            |          |          |          | |
| 漢斯                   | 土田大     | 陳彥鈞   |          | 胡正健   | 隸屬歐洲刑警組織的代理人，妮娜的同事，是法蘭克福網路中心的經理。 |
| 妮娜·巴爾默            | 宮原永海   | 李昀晴   |          | 沈念如   | 隸屬歐洲刑警組織的探員，在法蘭克福的網路中心工作，跟FBI的朱蒂互為好友關係，然而因為撞見黑暗組織的賓加入侵而遭到琴酒滅口。 |
| 其他配角               |            |          |          |          | |
| 老婆婆                 | 澤田敏子   | 楊凱凱   |          |          | 為苦艾酒所偽裝。 |
| 操作員                 | 鳥海勝美   | 陳彥鈞   |          |          | |
| 職員                   | 藤原泰浩   | 陳彥鈞   |          |          | |
| 男主播                 | 金光宣明   | 黃天佑   |          |          | |
| 警官                   | 岡井克升   | 陳彥鈞   |          |          | |
| 男店員                 | 火山太田   | 陳彥鈞   |          |          | |
| 女店員                 | 下地紫野   | 劉如蘋   |          |          | |
| 女客人                 | 小針彩希   | 李昀晴   |          |          | |
| 小孩                   |            | 劉如蘋   |          |          | |

## 製作

### 製作人員
- 原作：青山剛昌
- 導演：立川讓
- 劇本：櫻井武晴
- 人物設定/總作畫監督：須藤昌朋
- 美術監督：福島孝喜、柏村明香
- 色彩設計：中尾總子
- 撮影監督：西山仁
- 音響監督：浦上靖之、浦上慶子
- 音響效果：石野貴久、佐藤理緒
- 音樂：菅野祐悟
- CG監督：小岩寬滿、福田貴大
- 剪輯：岡田輝滿
- 製作人：近藤秀峰、汐口武史、岡田悠平
- 動畫製作：TMS／第一工作室
- 製作：名偵探柯南製作委員會（小學館、讀賣電視台、日本電視台、ShoPro、東寶、TMS娛樂）
- 發行：東寶

## 音樂

### 主題曲
| 類別   | 曲名     | 作詞     | 作曲     | 演唱  |
| ------ | -------- | -------- | -------- | ----- |
| 主題曲 | 美丽的鳍 | 草野正宗 | 草野正宗 | SPITZ |

### 原聲帶

#### 歌曲
| 曲序 | 曲目                                              | 时长 |
| ---- | ------------------------------------------------- | ---- |
| 1.   | プロローグ ～目撃者～                             | 1:29 |
| 2.   | 愉快な抽選会                                      | 0:41 |
| 3.   | 運命のリワード                                    | 1:15 |
| 4.   | ビューティフルアイランド                          | 1:31 |
| 5.   | 名探偵コナンメインテーマ (黒鉄の魚影ヴァージョン) | 2:57 |
| 6.   | 乗船のワケ                                        | 1:21 |
| 7.   | パシフィック・ブイ                                | 2:40 |
| 8.   | 老若認証                                          | 1:33 |
| 9.   | 潜入                                              | 1:44 |
| 10.  | 共犯者                                            | 1:22 |
| 11.  | 黒ずくめの組織のテーマ                            | 2:50 |
| 12.  | バックドア                                        | 1:19 |
| 13.  | 到着                                              | 0:42 |
| 14.  | リゾートレストラン                                | 0:59 |
| 15.  | くじらクイズ                                      | 1:18 |
| 16.  | メガネのお守り                                    | 0:51 |
| 17.  | ターゲット                                        | 3:25 |
| 18.  | 崖っぷちのカーチェイス                            | 2:52 |
| 19.  | 月夜の決意                                        | 0:48 |
| 20.  | 覚悟 ～夜空の誓い～                               | 1:45 |
| 21.  | 悪夢                                              | 1:28 |
| 22.  | 迫りくるプレッシャー                              | 1:23 |
| 23.  | 書き換え                                          | 1:49 |
| 24.  | キミに会いたくて                                  | 1:53 |
| 25.  | いくつかの矛盾                                    | 2:13 |
| 26.  | 無情な脅迫                                        | 1:20 |
| 27.  | 悲劇の銃弾                                        | 2:22 |
| 28.  | 絶望のディール                                    | 1:00 |
| 29.  | 浮上                                              | 3:01 |
| 30.  | 救出作戦                                          | 3:17 |
| 31.  | 再会 ～私の居場所～                               | 0:55 |
| 32.  | 最後の手段                                        | 1:35 |
| 33.  | コーヒーカップ                                    | 1:24 |
| 34.  | あの方の召喚                                      | 3:45 |
| 35.  | 罪の上塗り                                        | 3:27 |
| 36.  | 悪党の劣等感 ～絶体絶命のピンチ～                 | 1:40 |
| 37.  | 退避命令 ～命運を握るのは…～                      | 2:07 |
| 38.  | 悪魔の雷撃                                        | 3:08 |
| 39.  | パシフィック・ブイの戦い                          | 2:15 |
| 40.  | キミがいれば (黒鉄の魚影 サントラヴァージョン)    | 4:22 |
| 41.  | See you again ～また会えてよかった～              | 1:41 |

## 宣傳與推廣

由原作者青山剛昌手繪的海報。

2022年4月15日，《名偵探柯南：萬聖節的新娘》放映結束後出現黑暗組織幹部琴酒的台詞「我好想你啊，雪莉！」的製作預告，暗示劇情將與黑暗組織以及灰原哀有關，並定檔於2023年黃金週。
6月6日起，原作者青山剛昌開始透過任天堂發行的《集合啦！動物森友會》公開每個將於2023年劇場版登場的角色，並提及本作劇場版的片名格式為。
11月8日，公開超特報影片。該特報影片為前作《萬聖節的新娘》10月28日至11月7日，日本限時重映時在影片最後加入的新版預告，其中公佈了本作片名的第一個字為「黑」。
11月30日，《週刊少年Sunday》2023年第1號中，正式發表本作的標題為《名偵探柯南：黑鐵的魚影》（名探偵コナン 黒鉄の魚影），其中魚影的讀法為（Submarine，潜水艇）。另外附上作品介紹以及青山剛昌的手繪海報，並正式定檔2023年4月14日在日本上映。12月1日，公開特報影片並透露本作舞台為東京八丈島近海。
12月27日，公開第一彈預告片及戰鬥視覺海報。預告中，公佈將要在本作中登場的黑暗組織新成員的代號為「Pinga」（ピンガ），為組織二號人物蘭姆的親信。
2023年1月18日，公佈嘉賓聲優為日本男演員澤村一樹，為本作中的原創角色、海洋設施「太平洋浮標」的局長、工程師團隊的隊長「牧野洋輔」配音。
2月1日，隨同《週刊少年Sunday》第10號的發售，公開了本作的主海報，為系列之首次採用橫向兩倍大小的海報，分為左半邊「柯南一方」及右半邊「黑暗一方」。
3月1日，公開第二彈預告片，並宣佈主題曲《美麗的鰭》由SPITZ演唱。

## 總集篇
《名偵探柯南：灰原哀物語 ～黑鐵的神祕列車～》（名探偵コナン 灰原哀物語〜黒鉄のミステリートレイン〜），是《名偵探柯南》電視動畫總集篇，故事以單元《漆黑的特快列車》為中心，於2023年1月6日在日本上映。

### 登場角色
| 角色         | 配音員     | 配音員 |
| 角色         | 日本       | 臺灣   |
| ------------ | ---------- | ------ |
| 江戶川柯南   | 高山南     | 曾允凡 |
| 毛利蘭       | 山崎和佳奈 | 魏晶琦 |
| 毛利小五郎   | 小山力也   | 曹冀魯 |
| 灰原哀       | 林原惠     | 魏晶琦 |
| 阿笠博士     | 緒方賢一   | 吳文民 |
| 鈴木園子     | 松井菜櫻子 | 楊凱凱 |
| 世良真純     | 日高範子   | 楊凱凱 |
| 吉田步美     | 岩居由希子 | 楊凱凱 |
| 小嶋元太     | 高木涉     | 劉傑   |
| 圓谷光彦     | 大谷育江   | 魏晶琦 |
| 小林澄子     | 加藤有生子 | 楊凱凱 |
| 琴酒         | 堀之紀     | 曹冀魯 |
| 伏特加       | 立木文彦   | 吳文民 |
| 波本／安室透 | 古谷徹     | 劉傑   |
| 苦艾酒       | 小山茉美   | 楊凱凱 |
| 工藤有希子   | 島本須美   | 楊凱凱 |
| 傷疤赤井     | 池田秀一   | 劉傑   |
| 沖矢昴       | 置鮎龍太郎 | 吳文民 |
| 怪盜基德     | 山口勝平   | 曹冀魯 |
| 鈴木次郎吉   | 佐藤正治   | 吳文民 |
| 宮野艾蓮娜   | 林原惠     | 楊凱凱 |
| 宮野明美     | 玉川砂記子 | 魏晶琦 |
| 安東諭       | 牛山茂     | 吳文民 |
| 能登泰策     | 辻親八     | 曹冀魯 |
| 出波茉利     | 川浪葉子   | 曾允凡 |
| 小蓑夏江     | 羽鳥靖子   | 魏晶琦 |
| 住友晝花     | 山口由里子 | 曾允凡 |
| 室橋悅人     | 石川洋昭   | 劉傑   |
| 六號車廂車掌 | 志村知幸   | 劉傑   |
| 八號車廂車掌 | 小田敏充   | 曹冀魯 |

### 製作人員
- 原作：青山剛昌
- 劇本、構成：宮下隼一
- 音樂：大野克夫
- 製作：TMS娛樂、讀賣電視台、小學館
- 發行：東寶

## 備註
1. ↑  DVD由新映影片發行
2. ↑  蘭姆原先打算靠此系統找出久未露面的“那位先生”之下落。
3. ↑  苦艾酒向“那位先生”匯報稱「全年齡認證系統過於先進，是一個不能打開的潘多拉魔盒」，基於她擔心認證系統會使自己與“那位先生”暴露身份、行蹤以及真實年齡。
4. ↑  柯南預先獲知格蕾絲並非是法國人，源於泡咖啡時曾指示格蕾絲幫他泡“兩杯”，但發現她不熟悉在法國代表“二”的數字手勢。
5. ↑  在上映的半年後(10月24日)，擔任茱蒂配音的一城美由希因多器官功能障礙症候群病逝，該劇場版成為她最後的遺作。
6. ↑  2024年古谷徹由於被周刊爆料讓女粉絲懷孕後讓其墮胎並對其施以暴力的醜聞而遭到降板，本作是他最後一部為安室透配音的劇場版

## 外部連結
- 互联网电影数据库（IMDb）上《名偵探柯南：黑鐵的魚影》的资料（英文）
- 開眼電影網上《名偵探柯南：黑鐵的魚影》的資料（繁體中文）
- 豆瓣电影上《名偵探柯南：黑鐵的魚影》的資料 （简体中文）
- 互联网电影数据库（IMDb）上《名偵探柯南：灰原哀物語 ～黑鐵的神祕列車～》的资料（英文）
- 開眼電影網上《名偵探柯南：灰原哀物語 ～黑鐵的神祕列車～》的資料（繁體中文）
- 豆瓣电影上《名偵探柯南：灰原哀物語 ～黑鐵的神祕列車～》的資料 （简体中文）